# Ritratto di Andrea de' Franceschi a mezza figura
Il Ritratto di Andrea de' Franceschi a mezza figura è un dipinto a olio su tela (95x70 cm) di Tiziano, databile al 1532 circa e conservato nel Detroit Institute of Arts.

## Storia e descrizione
Andrea de' Franceschi fu gran cancelliere della Serenissima dal 1529 al 1532 e venne ritratto da Tiziano quale pittore ufficiale. Si conoscono almeno due ritratti probabilmente autografi di Tiziano, o comunque usciti dalla sua bottega. Oltre a questo di Detroit nel esiste uno a mezzo busto nella National Gallery di Washington. Non è chiaro quale dei due sia il prototipo. Un terzo dipinto, attribuito alla bottega, è nell'Indianapolis Museum of Art.
Questa tela proviene dalla collezione Viadot. L'attribuzione a Tiziano venne sostenuta da C.J. Holmes, Berenson e Pallucchini, scartata invece da Tietze. 
Su uno sfondo scuro il protagonista è ritratto con la testa leggermente ruotata a sinistra, mentre il busto è girato verso destra: con questi piccoli accorgimenti l'opera ottiene un effetto dinamico. Il volto è ritratto con incisività, con profondi solchi dell'età che rigano l'anziano politico. I capelli sono un caschetto grigio con frangetta; come tipico della moda dell'epoca barba e baffi sono lunghi.
Dal ritratto a mezza figura esiste una derivazione combinata con l'autoritratto di Tiziano, conosciuta in numerose repliche, la migliore della quale è forse quella a Hampton Court.